# Martin Hansson (konstnär)
Rolf Martin Hansson, född 29 september 1958, är en svensk skulptör.
Martin Hansson utbildade sig på KV konstskola i Göteborg 1980–1981, på Gerlesborgsskolan 1981–1983 och i konstgrafik på Högskolan i Skövde 1988–1989. Han arbetar i brons, keramik och trä.

## Offentliga verk i urval
- Drakhuvud i alträ på vikingaskeppsrepliken Sigrid Storråda i Blomberg,[1] efter en bild på en runsten vid Husaby kyrka, 1995
- Vårstreck, Fågelvägen, innanför huvudentrén till Astrid Lindgrens barnsjukhus i Solna, 1996
- Get och bagge samt Tupp och hönor, Helénsparken, Skövde, 2001 respektive 2018
- Hönor och katt, brons, Storgatan, Stora Levene, 2003
- Byst av Peter Hernquist, Veterinärmuseet i Skara, 2008
- Tre grisar, brons, Stora torget i Vara[2]
- Resväskan, brons, utanför Resecentrum i Vara, 2007[3]
- Troll vid bänk, Åparken, Kvänum, 2015
- Torsbo ut-och-in, brons, Smedjegatan 19, Vara, 2016
- Bronsmodell av Skara medeltidsstad, 2016[4]
- Sankta Helena till häst, brons, Järnvägsgatan, Götene, 2022

## Bildgalleri

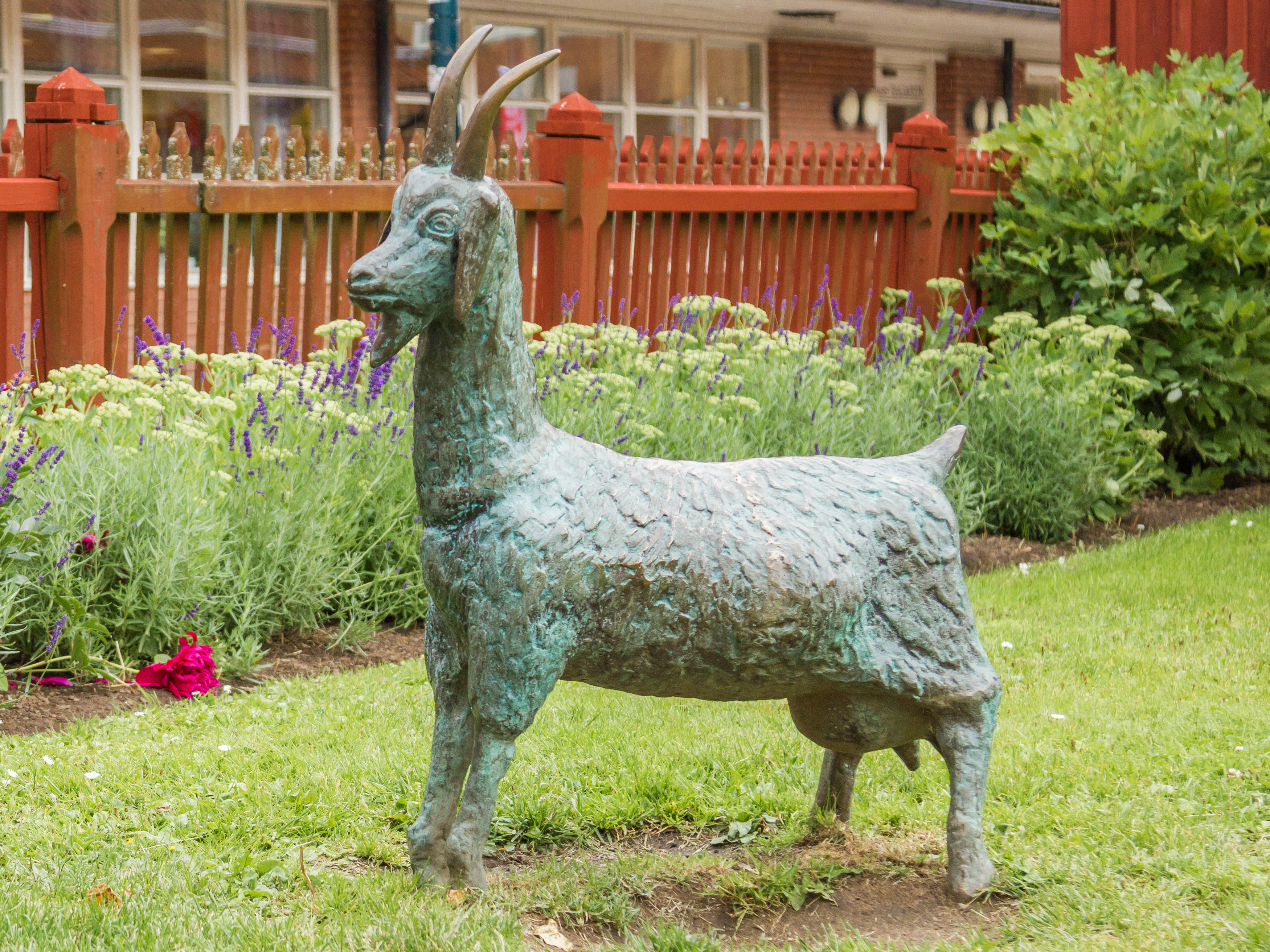
Get och bagge, Skövde
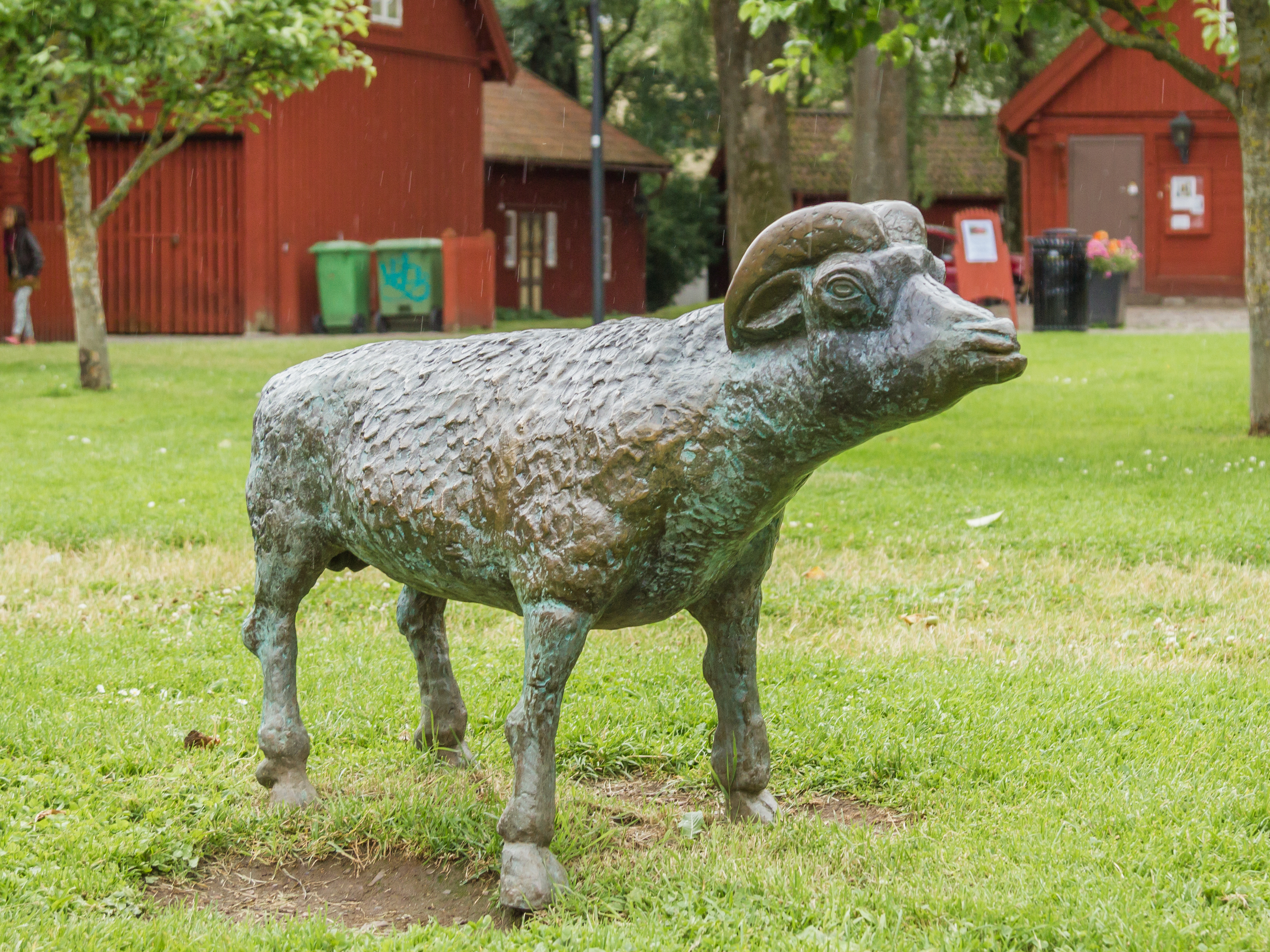
Get och bagge, Skövde